# Mykoła Machynia
Mykoła Borysowycz Machynia (ukr. Микола Борисович Махиня, ros. Николай Борисович Махиня, Nikołaj Borisowicz Machinia; ur. 17 listopada?/30 listopada 1912 w Kaniowie, Imperium Rosyjskie, zm. 15 marca 1990 w Kijowie) – ukraiński piłkarz, grający na pozycji lewego napastnika do sierpnia 1937, a potem na pozycji obrońcy.

## Kariera piłkarska

### Kariera klubowa
Wychowanek kijowskiej piłki nożnej. W 1927 zadebiutował jako napastnik w drużynie Wodnyk Kijów. W latach 1932–1947 występował w zespole Dynama Kijów. Uczestnik triumfalnego zwycięstwa reprezentacji Ukrainy w meczu z paryskim Red Star Saint-Ouen w 1935. 24 maja 1936 w Kijowie na stadionie przy Alei Petrowskiej zdobył pierwszą bramkę dla Dynama w historii Mistrzostw ZSRR. Gospodarze ulegli bardziej znanym piłkarzom Dinama Moskwa 1:5. Z Dynamem odnosił największe sukcesy: Mistrz Ukrainy w 1936, srebrny medal mistrzostw ZSRR w 1936 (wiosna) i brązowy medal mistrzostw ZSRR w 1937. Uczestniczył też w zwycięskim meczu przeciwko reprezentacji klubów tureckich w 1936 oraz w meczu z reprezentacją Baskonii w 1937. Od sierpnia 1937 występował na pozycji obrońcy. Po wyzwoleniu Kijowa w 1944 był grającym głównym trenerem Dynama. W latach 1944–1945 był kapitanem drużyny. W 1947 zakończył karierę piłkarską.

### Kariera reprezentacyjna
W latach 1935-1940 występował w reprezentacji Kijowa oraz w 1934-1939 w reprezentacji Ukrainy.

## Kariera trenerska
Po zakończeniu kariery zawodniczej najpierw w latach 1950-1953 był trenerem drużyny Budynku Oficerów Kijów, a potem w latach 1954-1959 głównym trenerem w Futbolnej Szkole Młodzieży w Kijowie. Następnie w latach 1962-1979 pracował na stanowisku starszego wykładowcy w Instytucie Inżynierów Lotnictwa Cywilnego w Kijowie.

## Nagrody i odznaczenia

### Odznaczenia
- nagrodzony tytułem Zasłużonego Mistrza Sportu ZSRR w 1946;
- nagrodzony Orderem Wojny Ojczyźnianej II stopnia za udział w II wojnie światowej.